# Liste von Persönlichkeiten der Stadt Meiningen
Diese Listen enthalten in Meiningen geborene Persönlichkeiten sowie solche, die in Meiningen gewirkt haben, dabei jedoch andernorts geboren wurden. Die Listen erheben keinen Anspruch auf Vollständigkeit

## Söhne und Töchter der Stadt Meiningen

### Bis 1800
- Andreas Franckenberger (1536–1590), Historiker und Rhetoriker.
- Jacob Schröter der Jüngere (1570–1645), sachsen-meiningischer Kanzler
- Samuel Steurlin (1655–1725), Mediziner und Naturwissenschaftler.
- Johann Kaspar Wetzel (1691–1755), evangelischer Theologe, Hymnologe und Kirchenlieddichter.
- Johann Georg Walch (1693–1775), Philosoph.
- Gottlieb Friedrich Bach (1714–1785), Musiker und Maler.
- August Johann von Hahn (1722–1788), Hofratspräsident der Markgrafschaft Baden
- Christian Hartmann Samuel von Gatzert (1739–1807), Regierungspräsident in Darmstadt
- Johann Christian Volkhart (1740–1823), evangelischer Geistlicher und Schulleiter des Lyzeums
- Johann Georg Otto (1744–1829), Amtmann in Schalkau und Geheimer Hofrat
- Johann Daniel Heinrich Musäus (1749–1821), Rechtswissenschaftler und Hochschullehrer
- Johann Philipp Bach (1752–1846), Musiker und Maler.
- Theodor Gottlieb Carl Keyßner (1757–1837), evangelischer Geistlicher und Pädagoge
- Johann Heinrich Schröder (1757–1812), Porträtmaler.
- Albrecht Anton Adolph Hofmann (1758–1837), Jurist und Beamter in Coburg
- Johannes Walch (1760–1829), Rektor am Lyzeum
- Adam Gottlieb Lange (1762–1826), Superintendent und Konsistorialrat
- Johann Konrad Schaubach (1764–1849), Astronom und Gymnasialrektor.
- Karl von Wolzogen (1764–1808), Militär und Kolonialbeamter
- Jacob Friedrich Georg Emmrich (1766–1839), Jurist und Hochschullehrer an der Universität Altdorf
- Friedrich Jahn (1766–1813), Mediziner.
- Johann Andreas Schaubach (1766–1844), Architekt und Bauinspektor von Sachsen-Meiningen.
- Friedrich von Eyben (1770–1825), Gutsbesitzer und Diplomat in dänischen Diensten
- Ludwig Philipp Christian von Türcke (1772–1829), Jurist.
- Ludwig von Wolzogen (1773–1845), General der Infanterie und Diplomat.
- Georg Karl Friedrich Emmrich (1773–1837), Oberhofprediger und Historiker.
- Lebrecht Wilhelm Schulz (1774–1863), Elfenbein- und Hirschhornschnitzer, Hofkunstdrechsler.
- Wilhelm von Türk (1774–1846), Pädagoge.
- Adelheid von Sachsen-Meiningen (1792–1849), Meininger Prinzessin, 1830–1837 britische Königin.
- Moritz Heinrich Romberg (1795–1873), Neurologe.
- Rudolph von Wechmar (1800–1861), Staatsminister in Sachsen-Meiningen.
- Bernhard II. (1800–1882), Herzog von Sachsen-Meiningen.

### 1801 bis 1850
- Ferdinand Jahn (1804–1859), Mediziner und Medizinhistoriker
- August Wilhelm Döbner (1805–1871), Architekt des Historismus, u. a. Schloss Landsberg.
- Eduard Krell (1805–1879), Oberbürgermeister von Meiningen.
- Ludwig von Türcke (1805–1878), preußischer Generalmajor.
- Franz Jahn (1806–1867), Apotheker und Obstbauwissenschaftler.
- Ferdinand Müller (1809–1881), Bildhauer
- Traugott Märcker (1811–1874), Historiker und Archivar
- Carl von Schwendler (1812–1880), Jurist, Staatsminister, Reichstagsabgeordneter.
- Hermann Friedrich Emmrich (1815–1879), Pädagoge, Gymnasialdirektor, Geologe und Paläontologe.
- Ludwig Köhler (1819–1864), Schriftsteller
- August Henneberger (1821–1866), Literaturhistoriker und Gymnasiallehrer
- August Schleicher (1821–1868), Sprachwissenschaftler.
- Herzog Georg II. (1826–1914), er reformierte das Regietheater.
- Hermann Peter (1837–1914), Philologe und Gymnasiallehrer.
- Heinrich Thorbecke (1837–1890), Hochschullehrer und Arabist
- Rudolf von Türcke (1839–1915), Maler.
- Auguste von Sachsen-Meiningen (1843–1919), Adelige.
- Karl Baumbach (1844–1896), Politiker, Reichstagsabgeordneter.
- Friedrich Trinks (1844–1930), Staatsrat in Sachsen-Meiningen.

### 1851 bis 1900
- Bernhard III. von Sachsen-Meiningen (1851–1928), Philologe und preußischer Generalfeldmarschall.
- Max Paul Otto Hofmann (1854–1918), preußischer General der Infanterie.
- Leopold Ambronn (1854–1930), Astronom.
- Hermann Ambronn (1856–1927), Botaniker, Physiker, Professor an den Universitäten Leipzig und Jena.
- Hermann von und zu Egloffstein (1861–1938), Archivar, Bibliothekar, Kammerherr und Kabinettssekretär.
- Franz Holper (1862–1935), Maler und Architekt.
- Hermann Christoph Christian Böhm (1863–1934), Musikinstrumentenbauer
- Friedrich Grützmacher (1866–1919), Cellist.
- Karl Behlert (1870–1946), Baumeister und Architekt, zahlreiche Bauten prägen das heutige Stadtbild.
- Karl Zeiss (1871–1924), Dramaturg und Intendant.
- Karl Dittmar (1874–1961), Architekt und Geheimer Baurat.
- Eugen Nesper (1879–1961), Hochfrequenztechniker und Schriftsteller.
- Fritz Koch (1880–1968), Verwaltungsjurist und Kulturpolitiker.
- Paul Siegel (1880–1961), Jurist und Notar, beteiligt am Wiederaufbau des niedersächsischen Justizwesens.
- Frydel Fredy (1882–1965), Schauspielerin.
- Elisabeth Marschall (1886–1947), Oberschwester im KZ Ravensbrück.
- Paul Hildebrandt (1889–1948), Gewerkschaftsfunktionär, Kommunalpolitiker (USPD/SPD/SED) und Häftling im KZ Buchenwald.
- Peretz Bernstein (1890–1971), israelischer Politiker.
- Kurt Erich Meurer (1891–1962), Lyriker und Übersetzer.
- Hermann Wandersleb (1895–1977), Jurist, Staatsbeamter und Politiker.
- Trude Graef (1897–1982), Malerin.

### 1901 bis 1950
- Fritz Diez (1901–1979), Schauspieler, Regisseur und Theaterintendant.
- Otto Nippold (1902–1940), stellvertretender NSDAP-Gauleiter in München-Oberbayern sowie Reichstagsabgeordneter
- Wilhelm Engel (1905–1964), thüringischer und fränkischer Landeshistoriker
- Carola Abel (1905–1992), Fotografin
- Theodor Oberländer (1905–1998), MdB, Bundesvertriebenenminister.
- Rudolf Rausch (1906–1984), Jugendfunktionär (SAJ/Rote Falken), Widerstandskämpfer gegen den Nationalsozialismus und Chef der Thüringer Landespolizei.
- Ludwig Ehrsam (1910–1947), Mediziner
- Heinz-Joachim Müller-Lankow (1910–1979), Polizei- und Heeresoffizier, Brigadegeneral der Bundeswehr
- Hermann Nebelung (1910–1984), Verkehrsingenieur und Hochschullehrer
- Hans Schleicher (1910–1973), Forstwissenschaftler
- Esther-Maria von Coelln, geborene Küstermann (1911–1997), Politikerin (CDU) und Regierungsbeamtin in Bonn
- Wolf Hart (1911–2002), Kameramann, ab 1941 Filmregisseur und ab 1948 Filmproduzent (Hart-Film), von 1933 bis 1936 Kameraassistent von Sepp Allgeier, Träger des Bundesfilmbandes in Gold
- Fritz Schulz-Reichel (1912–1990), Musiker und Pianist, der als Schräger Otto oder Crazy Otto bekannt wurde.
- Marieluise Claudius (1912–1941), Schauspielerin.
- Ralph Lutz (1915–1993), Tiefbauingenieur, Hafenbau- und Senatsbaudirektor in Bremen.
- Curt W. Franke (1916–1987), Schauspieler
- Werner Hofmann (1922–1969), Soziologe und Volkswirt.
- Hans Geupel (1923–2000), Leichtathlet und Sportpädagoge.
- Manfred Salzmann (1925–2014), Geograph.
- Pedro Hebenstreit (1926–2009), Balletttänzer und Schauspieler.
- Arne Benary (1929–1971), Wirtschaftswissenschaftler, Vertreter des Neuen Ökonomischen Systems in der DDR.
- Kurt Wawrzik (1929–2010), Gewerkschafter und Politiker (CDU), Bundestags- und Europaabgeordneter.
- Irmgard Düren (1930–2004), Schauspielerin und Moderatorin des Fernsehens der DDR.
- Helmut Köhler (1931–1990), Chemiker.
- Paul Oestreicher (* 1931), Domkapitular der Kathedrale von Coventry.
- Alfred Erck (* 1934), Publizist.
- Karl-Heinz Fischer (1934–1971), Opfer an der innerdeutschen Grenze.
- Klaus Fischer (1934–2009), Fotograf und Buchautor.
- Friedrich-Ernst Prinz von Sachsen-Meiningen Herzog zu Sachsen (1935–2004), Gründer des Kuratoriums Kunststadt Meiningen.
- Norbert Thiel (1936–2011), Balletttänzer.
- Bernhard Opitz (1936–2021), Arzt, Synodaler, Politiker (DFP, FWU), Abgeordneter der Volkskammer.
- Christine Krohn (* 1936), Juristin, Richterin am Bundesgerichtshof 1980–2001.
- Peter Damm (* 1937), Hornist.
- Klaus-Peter Thiele (1940–2011), Schauspieler
- Dietrich von Gumppenberg (1941–2021), Politiker und Unternehmer.
- Günther Krug (* 1942), Politiker (SPD), Mitglied des Abgeordnetenhauses in Berlin.
- Runhild Laubmann (* 1944), Malerin.
- Bernd Meinunger (* 1944), Liedtexter.
- Hans-Volker Mixsa (1944–2016), Bildhauer.
- Ute Scheffler (* 1944), Keramikerin und vormalige Landtagsabgeordnete
- Ulf-Jürgen Wagner (1944–2021), Filmschauspieler und Synchronsprecher.
- Klaus-Jörg Ruhl (* 1945), Historiker.
- Peter Krieg-Helbig (1947–1983), Schauspieler
- Alfred Münch (* 1947), Politiker, Mitglied des Bayerischen Landtags.
- Eberhard Klessen (* 1949), ehemaliger Skilangläufer und Skilanglauftrainer.
- Dagmar Langanki (* 1950), deutsche Dokumentarfilmregisseurin und Fernsehredakteurin.

### Ab 1951
- Peter Jacobi (* 1951), Schriftsteller und Musiker.
- Karl-Heinz Wolf (* 1951), Biathlet und Skilanglauftrainer.
- Michael Bartsch (* 1953), Journalist und Autor.
- Hans-Jürgen Pabst (1954–2018), Schauspieler.
- Lutz Otto (1954–2010), Fußballspieler der DDR-Oberliga.
- Cornelia Heyse, auch Nele Heyse (* 1954), Schauspielerin und Schriftstellerin.
- Ulla Walter, auch Ulla Gottschalk-Walter (* 1955), Malerin, Bildhauerin und Grafikerin.
- Hannelore Offner (* 1955), Kunsthistorikerin, Kuratorin und Bürgerrechtlerin.
- Matthias Brenner (* 1957), Schauspieler (Vaya con Dios, Das Leben der Anderen) und Theaterregisseur.
- Michael Egidius Luthardt (* 1957), Politiker (Die Linke) im Landtag Brandenburg.
- Katrin Neumann (* 1961), Medizinerin und Hochschullehrerin.
- Ralf Böhme (* 1963), Musikproduzent und Komponist.
- Jens-Holger Schneider (* 1971), Politiker (AfD), Abgeordneter im Landtag Mecklenburg-Vorpommern.
- Olaf Amberg (* 1975), Maler und Grafiker.
- Alexander Kästner (* 1975), Politiker (BSW), Abgeordneter des Thüringer Landtags.
- Peter Hörnig (* 1976), Kanute
- Christian Bach (* 1979), Bahnradfahrer, Deutscher Meister und Vize-Weltmeister.
- Janine Merz (* 1980), Politikerin (SPD), Abgeordnete des Thüringer Landtages
- Ivonne Hartmann (* 1981), Fußballspielerin, Siegerin in der UEFA Women’s Champions League 2013 und 2014.
- Anna Höfer (* 1986), Fußballspielerin
- Patrick Beier (* 1993), Politiker.
- Antonia Kraus (* 1995), Buch- und Hörspielautorin.

## Personen, die in Meiningen gewirkt haben

### Bis 1800
- Paul Crusius (1525–1572), evangelischer Theologe, Mathematiker und Historiker.
- Johann Caspar Hartung (1622–1725), deutscher Baumeister.
- Herzog Bernhard I. (1649–1706), Erster Herzog von Sachsen-Meiningen.
- Georg Caspar Schürmann (1672–1751), Sänger (Tenor) und Komponist des Barock, Hofkapellmeister der Meininger Hofkapelle.
- Johann Ludwig Bach (1677–1731), Komponist.
- Johann Christoph Rasche (1733–1805), Rektor des Lyzeums in Meiningen
- Wilhelm Friedrich Hermann Reinwald (1737–1815), Bibliothekar und Sprachwissenschaftler, Schwager von Friedrich Schiller.
- Johann Ludwig Heim (1741–1819), Theologe, Mineraloge und Geologe.
- Johann Georg Pfranger (1745–1790), Hofprediger in Meiningen und Schriftsteller.
- Johann Wolfgang von Goethe (1749–1832), Dichter, Dramatiker und Geheimrat, weilte als Vertreter von Sachsen-Weimar 1780 und 1782 oft zu mehrtägigen Arbeitsbesuchen und nochmal 1815 privat in Meiningen.
- Christian Ferdinand von Könitz (1756–1832), Staatsminister, gründete den Gutshof und heutigen Stadtteil Jerusalem (Meiningen).
- Johann Matthäus Bechstein (1757–1822), Naturforscher, Forstwissenschaftler und Ornithologe, wirkte im Ortsteil Dreißigacker.
- Carl Gottlob Cramer (1758–1817), Schriftsteller und Forstrat.
- Friedrich Schiller (1759–1805), Dichter und Dramatiker, während seines Asyls 1782–1783 in Bauerbach oft zu Gast in Meiningen bei seinem künftigen Schwager und Hofbibliothekar Reinwald, nutzte die Hofbibliothek, erhielt 1790 vom Herzog Georg I. den Titel Hofrat.
- Georg I. (1761–1803), Herzog von Sachsen-Meiningen.
- Jean Paul (1763–1825), Schriftsteller, lebte von 1801 bis 1803 in Meiningen und schuf hier den „Titan“.
- Johann Friedrich Anton Fleischmann (1766–1798), Komponist und Hofkapellmeister.
- Georg Karl Wilhelm Philipp von Donop (1767–1845), Kanzler und Regierungspräsident im Herzogtum Sachsen-Meiningen sowie Historiker.
- Johann Ernst Wagner (1769–1812), Schriftsteller, Kabinettssekretär der Herzöge Georg I. und Bernhard II., beigesetzt im Englischen Garten.
- Friedrich Mosengeil (1773–1839), Stenograf, gilt als einer der Erfinder der deutschen Kurzschrift, wirkte in Meiningen als Prinzenerzieher und Oberkonsistorialrat.
- Friedrich Krafft (1777–1857), Regierungspräsident im Herzogtum Sachsen-Meiningen
- Johannes Herrle (1778–1860), Overforstarat in Meiningen
- Carl Alexander Heideloff (1789–1865), Architekt, Miterbauer von Schloss Landsberg und Herzoglicher Gruftkapelle.
- Bodo von Mauderode (1791–1882), Schlosshauptmann, Ehrenbürger.
- Carl Wagner (1796–1867), Maler.
- Constantin Ackermann (1799–1877), Generalsuperintendent
- Carl Theodor Ottmer (1800–1843), Architekt und Hofbaumeister, erbaute das erste Meininger Hoftheater.
- Friedrich August Stüler (1800–1865), Baumeister, erbaute in Meiningen den Herzoglichen Marstall.

### 1801 bis 1850
- Ludwig Bechstein (1801–1860), Märchensammler und Schriftsteller, war von 1831 bis 1860 herzoglicher Kabinettsbibliothekar und Archivar in Meiningen.
- Adolph von Minutoli (1802–1848), Hofmarschall.
- Moritz Seebeck (1805–1884), Gymnasialdirektor und Pädagoge.
- Karl Ludwig Peter (1808–1893), Direktor am Gymnasium Bernhardinum.
- Paulus Motz (1817–1904), Mundartdichter und Förster in den Ortsteilen Henneberg und Dreißigacker.
- Friedrich von Bodenstedt (1819–1892), von 1867 bis 1869 Intendant des Meininger Hoftheaters.
- Louis Ehlert (1825–1884), Komponist und Musikkritiker.
- Adolf Emil Büchner (1826–1908), Dirigent, Hofkapellmeister von 1865 bis 1880.
- Karl Schmid (1827–1909), Buchhändler und Verlagsleiter in der Schweiz.
- Otto Hoppe (1829–1891), Oberbaurat, leitete den Umbau der Stadtkirche.
- Hans von Bülow (1830–1894), Dirigent und Komponist, Hofkapellmeister von 1880 bis 1885.
- Arnold Güldenpfennig (1830–1908), Architekt, erbaute 1880/81 die erste Katholische Kirche Unbefleckte Empfängnis Mariens.
- Andreas Müller (1831–1901), Freskant und Historienmaler.
- Rudolf von Ziller (1832–1912), Meininger Oberbürgermeister und Staatsminister.
- Johannes Brahms (1833–1897), Komponist und Dirigent, weilte als enger Freund Bülows und des Herzoghauses von 1881 bis 1896 oft in Meiningen und arbeitete eng mit der Meininger Hofkapelle zusammen.
- Friedhold Fleischhauer (1834–1896), Violinist und Konzertmeister
- Ludwig Chronegk (1837–1891), Schauspieler, Regisseur und Intendant, war von 1866 bis 1891 am Meininger Hoftheater engagiert.
- Ellen Franz (1839–1923), Helene Freifrau von Heldburg, Pianistin und Schauspielerin, 3. Ehefrau von Herzog Georg II.
- Rudolf Baumbach (1840–1905), Bibliothekar und Hofrat, war einer der populärsten Autoren der 1880er Jahre und lebte von 1842 bis 1905 mit Unterbrechungen in der Stadt.
- Ludwig Barnay (1842–1924), Schauspieler am Hoftheater und später Theaterleiter.
- Karl Schaller (1846–1922), Meininger Oberbürgermeister und Staatsminister.
- Friedrich Roth (1847–1927), Katholischer Pfarrer, ließ die Katholische Kirche erbauen.
- Adolf Braun (1847–1914), Jurist, Bankier und Direktor bei der Deutschen Hypothekenbank Meiningen.
- Eduard Fritze (1849–1926), Architekt und Landtagsabgeordneter, erbaute viele Gebäude in Meiningen.
- Theodor Linschmann (1850–1940), Geistlicher und später Bibliotheksdirektor in Meiningen.

### 1851 bis 1900
- Gustav Strupp (1851–1918), Bankier, Politiker und Industrieller, Mitbegründer der Bank für Thüringen.
- Hermann Pröscholdt (1852–1898), Geologe und Lehrer an der Realschule in Meiningen.
- Carl Kiesewetter (1854–1895), Okkultist, Theosoph und Autor.
- Max Grube (1854–1934), Schauspieler, Theaterleiter und Schriftsteller.
- Fritz Steinbach (1855–1916), Brahms-Dirigent und Hofkapellmeister von 1986 bis 1903, initiierte drei Landesmusikfeste.
- Richard Mühlfeld (1856–1907), der bekannteste und erfolgreichste deutsche Klarinettist seiner Zeit.
- Herman Bang (1857–1912), dänischer Schriftsteller, lebte und arbeitete kurzzeitig in Meiningen.
- Ludwig von Türcke (1857–1933), Jurist, Staatsminister und Landrat.
- Josef Kainz (1858–1910), österreichischer Schauspieler, Engagement am Meininger Hoftheater von 1877 bis 1880.
- Wilhelm Berger (1861–1911), Dirigent, Hofkapellmeister von 1903 bis 1911.
- Adele Sandrock (1863–1937), Schauspielerin am Hoftheater 1879/80.
- Richard Strauss (1864–1949), Dirigent, Hofkapellmeister von 1885 bis 1886.
- Hermann Keßler (1866–1951), Meininger Oberbürgermeister.
- Ida Hohenemser (1866–1920), Montessoripädagogin und Philanthropin.
- Albert Bassermann (1867–1952), Schauspieler am Hoftheater von 1890 bis 1894.
- Dorothea Arnd al Raschid (1869–1945), Malerin
- Felix von Kraus (1870–1937), Sänger und Hochschullehrer, war herzoglicher Kammersänger zu Meiningen.
- Gertrud Eysoldt (1870–1955), Schauspielerin am Hoftheater 1890/91 und 1900–1902.
- Max Robert Gerstenhauer (1873–1940), völkischer Politiker, Vorkämpfer des Nationalsozialismus, 1902 stellvertretender Landrat.
- Max Reger (1873–1916), Dirigent und Komponist, war von 1911 bis 1914 Hofkapellmeister.
- Paul Albert Glaeser-Wilken (1874–1942), Regisseur und Schauspieler, war in den 1920er Jahren mehrfach am Meininger Theater engagiert.
- Erich Ziegel (1876–1950), Schauspieler, Regisseur und Intendant.
- Heinrich Beck (1878–1937), deutscher Ingenieur.
- Erich Mühsam (1878–1934), anarchistischer deutscher Schriftsteller, Publizist und Antimilitarist hatte 1930 mehrere Aufenthalte als Referent in Meiningen und an der nahegelegenen Bakuninhütte.
- Gorch Fock (1880–1916), bürgerlicher Name: Johann Wilhelm Kinau, Schriftsteller, war hier von 1899 bis 1902 als Kantorist tätig.
- Karl Theodor Paulke (1881–1938), Musiker und Musikhistoriker.
- Friedrich Sorge (1885–1945), Meininger Bürgermeister.
- Karl Korsch (1886–1961), Philosoph, besuchte das Meininger Gymnasium Bernhardinum, gehörte 1918 zum Arbeiter- und Soldatenrat in Meiningen.
- Peretz Bernstein (1890–1971), israelischer Politiker, in Meiningen geboren als Friedrich Bernstein.
- Gustav von Vaerst (1894–1975), Heeresoffizier, General der Wehrmacht.
- Friedrich Forster (1895–1958), Schauspieler.
- Otto Graf (1896–1977), Schauspieler
- Werner Heinrich von Hacht (1898–1962), Bürgermeister und Landrat in Meiningen.
- Bruno Rahn (1899–1927), Filmregisseur, Schauspieler und Produzent.

### 1901 bis 1950
- Günter Raphael (1903–1960), Komponist, lebte und arbeitete von 1934 bis 1944 in Meiningen.
- Elisabeth Schumacher (1904–1942), Grafikerin und Widerstandskämpferin der Roten Kapelle, lebte von 1915 bis 1921 in Meiningen.
- Carola Abel (1905–1992), Fotografin, lebte und arbeitete ab 1946 als Fotokünstlerin in Meiningen.
- Elisabeth Grümmer (1911–1986), Opernsängerin, lebte von 1919 bis 1940 in Meiningen, besuchte hier die Hochschule für Schauspielkunst und war am Meininger Theater engagiert.
- Karl Ebert (1916–1974), Theologe und Weihbischof.
- Johanna König (1921–2009), Schauspielerin am Landestheater Meiningen 1946/47.
- Gotthold Gloger (1924–2001), Schriftsteller und Maler.
- Hans Hattop (1924–2001), Maler und Grafiker
- Ekkehard Schwartz (1926–2005), Forstwissenschaftler, verbrachte seine Kindheit und Jugend in Meiningen und besuchte dort das Gymnasium Bernhardinum.
- Fritz Bennewitz (1926–1995), deutscher Theaterregisseur, war von 1955 bis 1960 Intendant am Meininger Theater.
- Peter Borgelt (1927–1994), Schauspieler am Meininger Theater.
- Karin Hempel-Soos (1939–2009), deutsche Schriftstellerin, verwendet auch das Pseudonym Katherina Koslowsky. Sie wuchs in Meiningen auf und war Trägerin des Bundesverdienstkreuzes 1. Klasse.
- Holm Vogel (* 1939), Organist und Kirchenmusiker
- Vittoria Braun (* 1948), Medizinerin und Hochschullehrerin
- Johannes Mötsch (* 1949), Archivar und Historiker (Thüringisches Staatsarchiv).
- Christine Mielitz (* 1949), Intendantin und Regisseurin.

### Ab 1951
- Ulrich Burkhardt (1951–1997), Dramaturg und Intendant.
- Joachim Kaps (* 1952), Schauspieler und Synchronsprecher.
- Joachim Koch (* 1952), Rechtsanwalt, Politiker und Abgeordneter im Thüringer Landtag.
- Regina Feldmann (* 1953), Fachärztin und Vorstand der Kassenärztlichen Bundesvereinigung (KBV).
- Ansgar Haag (* 1955), Dramaturg, Regisseur und Intendant.
- Jo Fabian (* 1960), Regisseur und Autor.
- Volker Wachter (* 1960), seit 1987 Facharchivar im Thüringischen Staatsarchiv Meiningen.
- Kristina Kühnbaum-Schmidt (* 1964), Regional- und Landesbischöfin.
- Jörg Hartmann (* 1969), Schauspieler.
- Elīna Garanča (* 1976), Opernsängerin, war von 1998 bis 2001 am Meininger Theater engagiert.
- Johannes Thielmann (* 1981), Filmproduzent, Regisseur und Autor, Kindheit in Meiningen, später Inszenierung am Meininger Theater.
- Kirill Garrijewitsch Petrenko (* 1972), Dirigent, Generalmusikdirektor, war von 1999 bis 2002 Generalmusikdirektor der Meininger Hofkapelle am Meininger Theater.